# プラオサン寺院

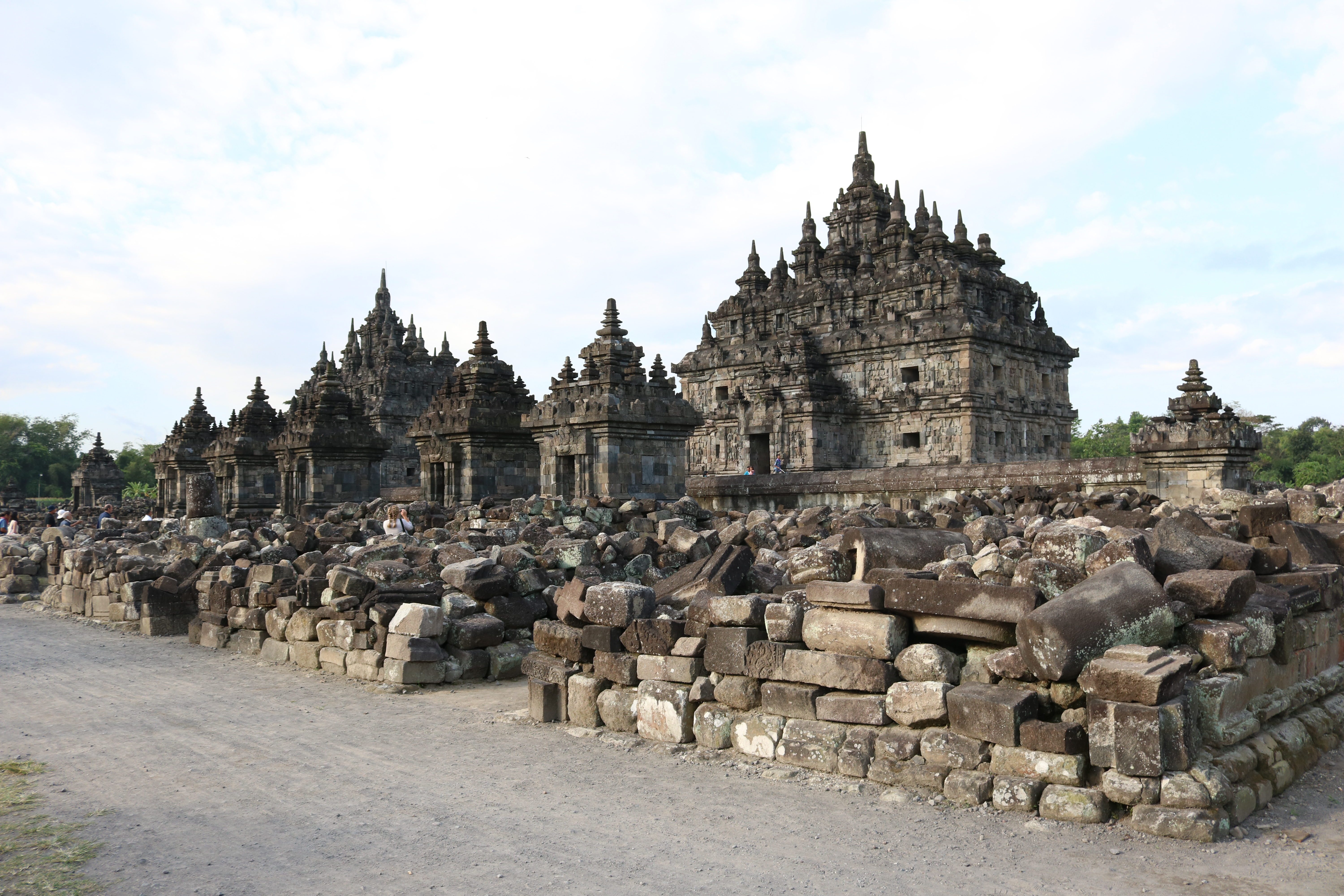
北プラオサン寺院群

プラオサン寺院（プラオサンじいん、チャンディ・プラオサン、ジャワ語: ꦕꦤ꧀ꦝꦶꦥ꧀ꦭꦲꦺꦴꦱꦤ꧀, Candhi Plaosan、尼: Candi Plaosanは、インドネシア中部ジャワ州クラテン県プランバナン地区の村ブギサンに位置する、プラオサン複合体（英: ‘Plaosan Complex’）として知られる仏教寺院群である。

## 位置
ヒンドゥー教寺院として名高いプランバナン寺院（チャンディ・プランバナン、尼: Candi Prambanan）、別名ロロ・ジョングラン寺院（チャンディ・ロロ・ジョングラン、尼: Candi Roro Jonggrang〈Candi Rara Jonggrang〉）の北東にあり、プランバナン寺院の北北東1-1.1キロメートルに位置するセウ寺院（チャンディ・セウ、尼: Candi Sewu）の東方1.2-1.3キロメートルの地域にある。プラオサン寺院複合体は、高度（海抜）163-165メートルにあり、4529.06平方メートルの地域を占めており、バナナやトウモロコシ並びに水田に囲まれる。
プラオサン寺院複合体は、現在、北プラオサン寺院（チャンディ・プラオサン・ロル、尼: Candi Plaosan Lor）と南プラオサン寺院（チャンディ・プラオサン・キドゥル、尼: Candi Plaosan Kidul）の2つの仏教寺院群により構成される。ロル (Lor) はジャワ語で「北」の意で、キドゥル (Kidul) は「南」の意である。南北約100メートル (150m) にある北プラオサン（プラオサン・ロル）と南プラオサン（プラオサン・キドゥル）の寺院遺跡群は、道路により隔てられている。

## 歴史
プラオサン寺院が創建された年代は不詳であるが、北プラオサン外苑に配置された構造物の多くに短い刻文が認められ、そのなかに発見された2基の仏塔（ストゥーパ）の刻文には、古マタラム王国（サンジャヤ王統）の第6代王ラカイ・ピカタン（842年頃-856年）の建立が記されていた。これにより9世紀中頃、大乗仏教を信奉するシャイレーンドラ朝のサマラトゥンガ王（812-824年頃・824-832年または792-833年頃）の娘プラモーダワルダニー（スリ・プラモダワルダニ〈Sri Pramowardani〉〉、別名ラクリヤン・サンジワナ〈Rjakriyan Sanjiwana〉）が、ヒンドゥー教を奉ずるサンジャヤ王統のラカイ・ピカタンと結婚したことにより建立されたといわれる。このことからプラオサン寺院は825-850年のうちに創建されたと考えられている。
時代としては、碑文により同じく9世紀中頃（856年）とされるプランバナン寺院の年代に近いが、当初の複合体との関連はない。しかし、プラオサン寺院は、創建された当時とかなり異なる構成となっており、北プラオサン寺院の南主祠堂もかつての構造物の上に構築されたと考えられ、プランバナン寺院の新しい建築技術による構築方法は、北プラオサンの主祠堂などにも認められている。
1941-1948年にかけて北プラオサンおよび南プラオサンの一部の修復がなされた。その後、1962年に北プラオサン寺院の主祠堂が考古学局により修復された。一方、南プラオサン寺院は、1990年に中部ジャワ古代遺物保存局 (Balai Pelestarian Peninggalan Purbakala Jawa Tengah〈英: Central Java Heritage Preservation Authority〉) により修復されている。2006年には、プランバナン一帯に被害をもたらしたジャワ島中部地震により、プラオサン寺院においても損傷が認められた。

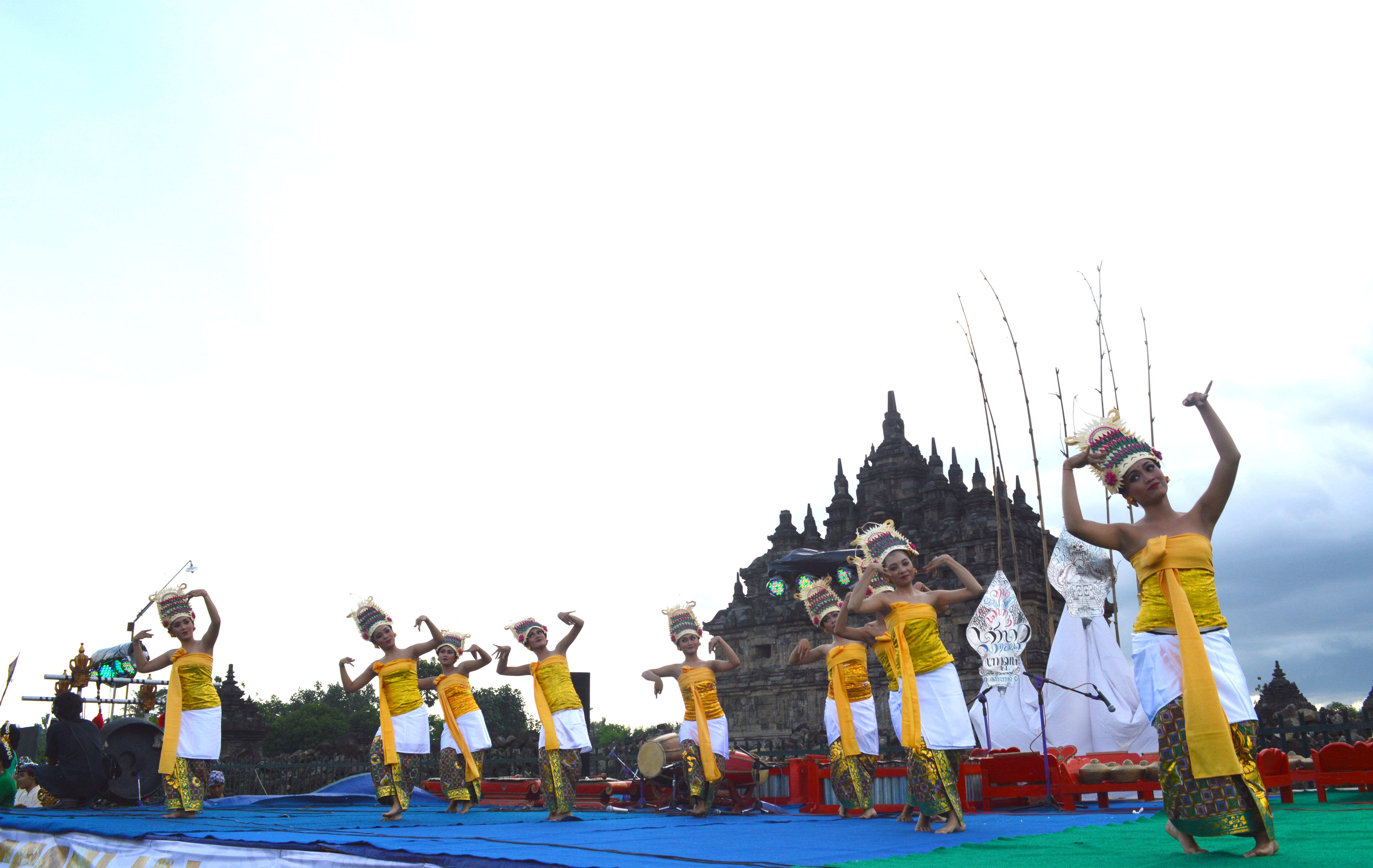
ツイン・テンプル・フェスティバル（2016年11月）

### 催事
2016年よりプラオサン寺院において、ツイン・テンプル・フェスティバル（尼: Festival Candi Kembar、英: Twin Temple Festival〈双子寺院祭〉）が毎年執り行なわれている。クラテン県で開催される大規模な文化的行事であり、伝統的な音楽やダンスが上演され、インドネシア群島各地からのさまざまなダンスが披露される。この活動は観光の一環として、プランバナン地区の村ブギサンの芸術家および舞踏団体によりなされ、中部ジャワ観光局の協力により開催されている。

## 構成
北プラオサンと南プラオサンは、ともに西側が正面となり、もともと1つの複合体であると考えられる。また、プラオサン寺院の外苑に見られる小形の構造物群の配置からもわかるように、その構成はマンダラに基づいて増築されており、王ピカタンにより、マンダラとして王国の勢力の回復を象徴したものとも考えられる。

### 北プラオサン

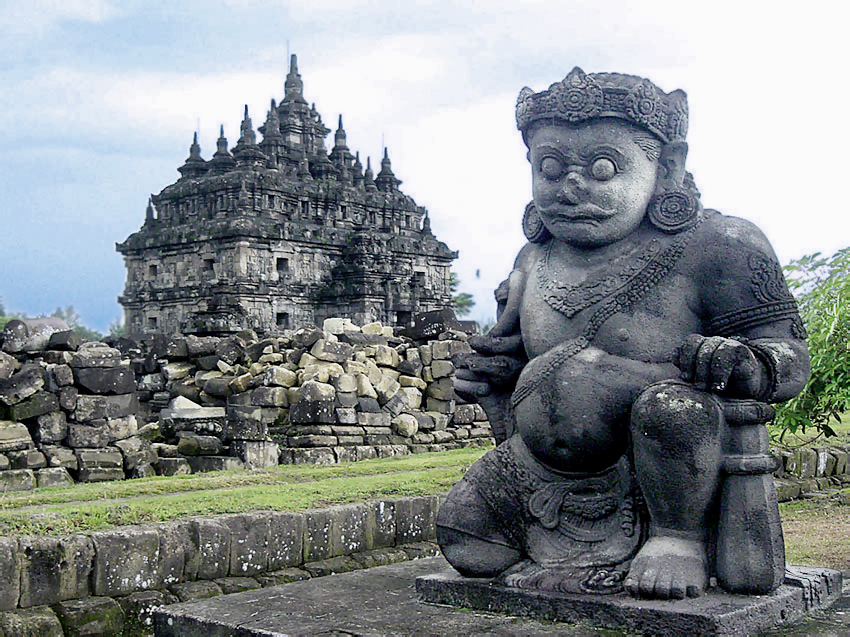
プラオサン寺院の前方に位置するドヴァーラパーラ像

北プラオサン（プラオサン・ロル）は、東西90メートル、南北200メートルの周壁に囲まれ、南・北の2基の主祠堂がある内苑およびマンダパとして知られる外苑の領域からなる。2基の両主祠堂ともに、入口と門、それにドヴァーラパーラの守護神像がある。

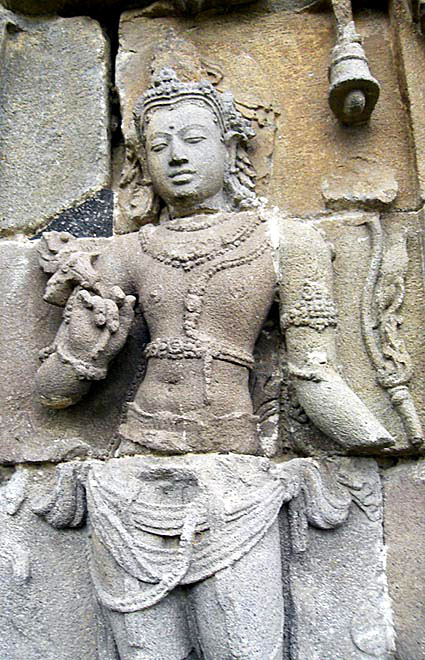
主祠堂の外壁にある聖観音（アヴァローキテーシュヴァラ）像

北プラオサン寺院群には174基の小形の構造物があり、3列に配置された116基の仏塔と58基の小祠堂からなる。それらが配置された外苑により四方を囲まれた2つの内苑のほぼ中央に、それぞれ僧院（僧房〈ヴィハーラ、梵: Vihāra〉）とも称されるサリ寺院（チャンディ・サリ、尼: Candi Sari）に類似した主祠堂があり、南・北の主祠堂とも大きさや構造がよく似る。2基の主祠堂は、3つの部屋に分かれた上層階と下層階により構成されている。外壁には菩薩ら天人たちの精緻な彫刻が並ぶ装飾が見られる。それらの多くは男尊像であり、窓辺には小さくかつ少数の女尊像が彫刻によりかたどられている。
| 南主祠堂の中央部屋の脇侍像左:観世音菩薩像 右:金剛手菩薩像  |  | 南主祠堂の中央部屋の脇侍像左:観世音菩薩像 右:金剛手菩薩像 |
| 南主祠堂の中央部屋の脇侍像 左:観世音菩薩像 右:金剛手菩薩像 |  |                                                           |

下層階の各部屋（内陣）にはそれぞれ三尊像が安置されていたが、今日、各部屋には中尊像のない台座の両側に、像高約1.4メートルとなる2体の遊戯坐（ゆげざ）の菩薩（ボーディサッタ）像のみがある。中央の蓮華座（ハスの形をした基台）に安置されていた如来像は今日失われているが、おそらく2体の石造菩薩像を脇侍とする中尊は、青銅製の坐像であった。南主堂の中央の部屋には、入って左側に観世音菩薩像、右側に金剛手菩薩像が配されている。この脇待の菩薩像の種類および配置は、ムンドゥット寺院（チャンディ・ムンドゥット、尼: Candi Mendut）に見られる三尊像のものと一致することから、この内陣の失われた中尊は釈迦牟尼仏像であったと考えられる。同じく左右の部屋の菩薩像も同定されるが、中尊は不明である。また、北主祠堂にも同様に菩薩像が配置されていた。上層階にも仏像が安置されていたとも考えられるが、窓が示す位置により、下層階の三尊像と異なり、中央の基台に1体の彫像のみがあったものとされる。
各部屋の壁面の上部には、かつて木造の梁により上層階の木造の床を支えるために造られた石材の凹部の跡があり、木造の階段の基部となる石材の痕跡も見られる。また、内陣の壁の1面にある肖像には、王冠によりクメール王子の姿を描いたと考えられる彫像が刻まれている。

### 南プラオサン

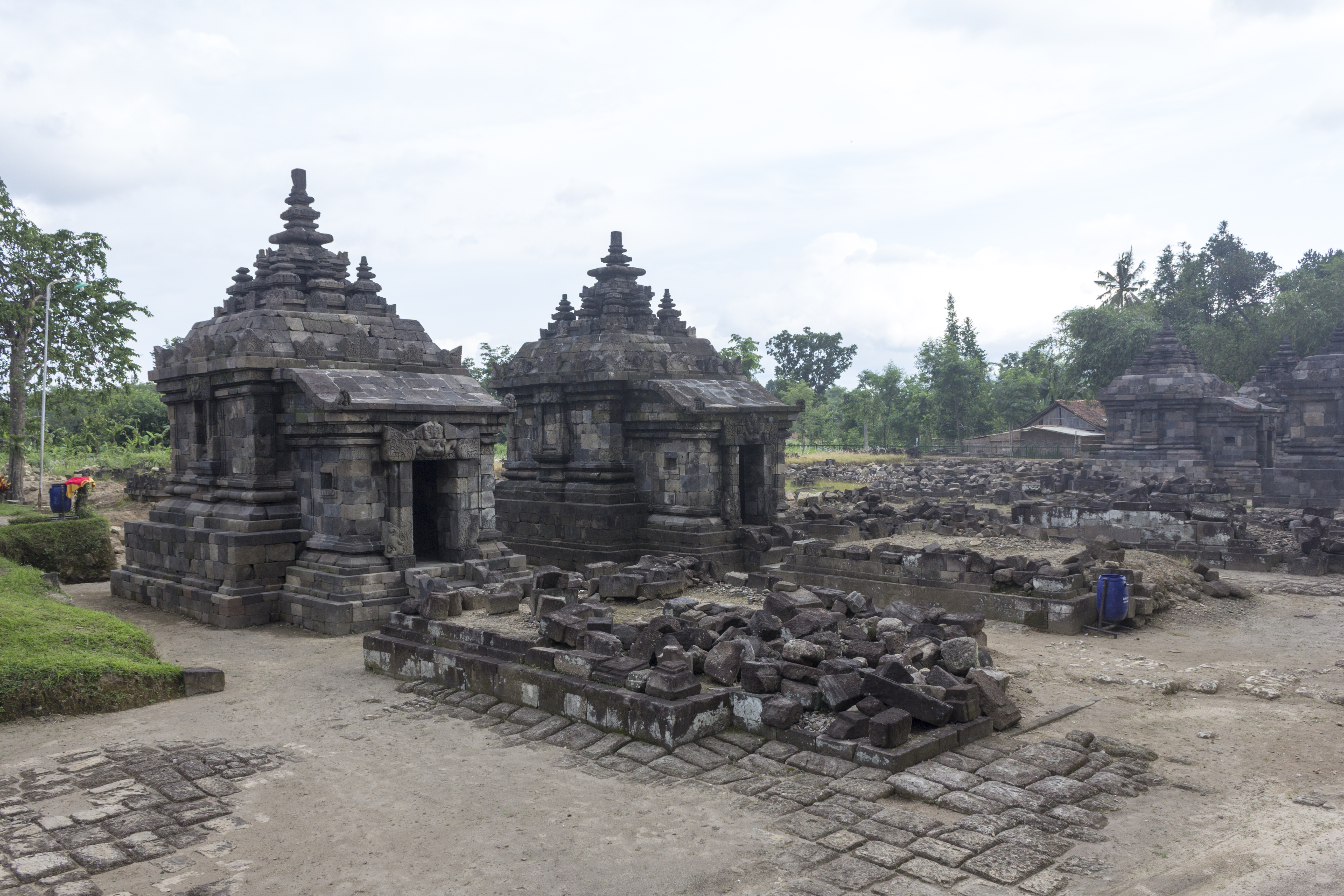
南プラオサン寺院遺跡

南プラオサン（プラオサン・キドゥル）は著しく荒廃しており、その寺院複合体の配置については不明確である。また、北プラオサン寺院とかなり異なり、南プラオサンにはいまだ主祠堂は認められていない。しかし、西側の石材の山は、複合体の副祠堂のものであったとされるほか、祠堂および東側の仏塔など多くの構造物の遺構があり、基壇が残存していたいくつかの副祠堂については修復されている。
南プラオサン寺院複合体は、アイゼルマンの推定によると、北プラオサンと同様に中心が方形である領域が、北・東・南側の3列のおそらく仏塔と考えられる構造物により取り囲まれ、西側には1列の仏塔およびその外側に2列の方形の祠堂があったとされていた。その一部が確認された後、1940年代の発掘調査により、12基の祠堂および5基の仏塔の遺構が認められたが、その後、西側にも3列の仏塔があったことが認められている。